# Stefan Kullänger
Stefan Kullänger-Axelman, född 11 juni 1953 i Uppsala, är en svensk filmfotograf. Han är son till regissören Torbjörn Axelman.
Kullänger driver sedan 1984 företaget Frigga film.

## Filmografi
- 2018 - Den döende detektiven
- 2017-2019 Innan vi dör
- 2016 - Strängar av ull (dokumentär)[2][3]
- 2015 - The 986 patent
- 2014 - Den fjärde mannen
- 2014 - Strängar av ull
- 2012 - En Pilgrims Död
- 2011 - Torka Aldrig Tårar Utan Handskar
- 2010 - Våra Vänners Liv (1-2, 5-8)
- 2009 - Morden
- 2008 - De Halvt Dolda
- 2007 - En Riktig Jul (Julkalender)
- 2006 - Höök (4-5)
- 2006 - Cuppen
- 2005 - Coachen
- 2003 - Skeppsholmen
- 2002 - (dramatiserade scener)
- 2002 - Skeppsholmen
- 2002 - James Turrell- Roden Crater
- 1999 - Ögat, handen, rummet-Dokumentär om Lars Kleen
- 1998 - Insider
- 1996 - Som om …tiden stått still
- 1995 - I am curious, film
- 1995 - Sommaren
- 1991 - Medeltidsfilmen
- 1989 - Till Orfeus
- 1988 - Strul
- 1986 - Huset
- 1986 - Läggpojke, guskare, mästare
- 1986 - Glasmästarna
- 1985 - Iggesund
- 1980 - Spinn,spinn
- 1980 - Oasen-kräv en oas i varje förort
- 1976 - Karl Lindström-skomakare
- 1972 - Int.folkdansfestival på Lojsta Hajd
- 1971 - Leva på stenar